# السهيبة (أولاد حسين)
السهيبة هي إحدى مشيخات المملكة المغربية، تتبع جغرافيا لإقليم سيدي سليمان وإداريًا لأولاد حسين. يقدر عدد سكانها بـ 8341 نسمة حسب الإحصاء الرسمي للسكان والسكنى لسنة 2004.